# Nemorhaedus baileyi
Pour les autres espèces de bouquetins, voir Bouquetin.
Goral roux ou Bouquetin du Népal
Espèce
Synonymes
- Naemorhedus cranbrooki

Statut de conservation UICN

 VU A2cd : Vulnérable
Statut CITES
Le goral roux (Nemorhaedus baileyi ou Naemorhedus baileyi) est un mammifère de la famille des Bovidés, et de la sous-famille des Caprinés.

## Répartition et habitat
On le trouve au Tibet, en Chine, Inde et Myanmar.
Son habitat naturel est constitué des savanes ou forêts tropicales ou subtropicales sèches. Il se déplace en petit groupes familiaux. Il est menacé par la destruction de son habitat.